# التعليم اليهودي

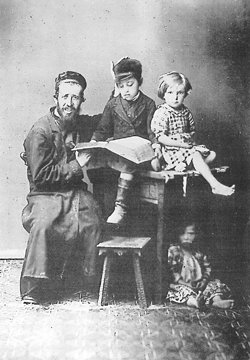
أب يهودي يعلّم ابنه في بودوليا في القرن التاسع عشر.

التعليم اليهودي (العبرية: חינוך، حنوخ) هو نقل المبادئ والقوانين الدينية الخاصة بـاليهودية. يولي اليهود قيمة كبيرة للتعليم، وهذه القيمة متجذرة بعمق في الثقافة اليهودية. تضع اليهودية تركيزًا كبيرًا على دراسة التوراة منذ الأيام الأولى لدراسة التناخ.

## التاريخ
كان التعليم اليهودي موضع تقدير منذ نشأة اليهودية. ففي الكتاب المقدس العبري يُمتدَح إبراهيم لتعليم نسله طرق الله. ومن الواجبات الأساسية للوالدين اليهود تعليم أبنائهم كما هو منصوص عليه في الفقرة الأولى من صلاة شماع يسرائيل: «وَلْتَكُنْ هذِهِ الْكَلِمَاتُ الَّتِي أَنَا أُوصِيكَ بِهَا الْيَوْمَ عَلَى قَلْبِكَ. وَقُصَّهَا عَلَى أَوْلادِكَ، وَتَكَلَّمْ بِهَا حِينَ تَجْلِسُ فِي بَيْتِكَ وَحِينَ تَمْشِي فِي الطَّرِيقِ وَحِينَ تَنَامُ وَحِينَ تَقُومُ. وَارْبُطْهَا عَلَى يَدِكَ كَعَلاَمَةٍ وَلتَكُنْ عَصَائِبَ بَيْنَ عَيْنَيْكَ. وَاكْتُبْهَا عَلَى قَوَائِمِ أَبْوَابِ بَيْتِكَ وَعَلَى أَبْوَابِكَ» (التثنية 6:6–9). كذلك يُنصَح الأبناء بطلب التعليم من آبائهم: «اذْكُرْ أَيَّامَ الدَّهْرِ. تَفَكَّرُوا فِي سِنِي دَوْرٍ فَدَوْرٍ. اسْأَلْ أَبَاكَ فَيُخْبِرَكَ. شُيُوخَكَ فَيَقُولُوا لَكَ» (التثنية 32:7). كما يحتوي سفر الأمثال على العديد من الآيات المتعلقة بالتعليم: «يَا ابْنِي، لاَ تَنْسَ شَرِيعَتِي، بَلْ لِيَحْفَظْ قَلْبُكَ وَصَايَايَ، فَإِنَّهَا تَزِيدُكَ طُولَ أَيَّامٍ وَسِنِي حَيَاةٍ وَسَلاَمًا» (الأمثال 3:1-2).
اعتُبر التعليم الابتدائي إلزاميًا على يد شمعون بن شتح عام 75 ق.م، وكذلك على يد يشوع بن جملا عام 64 م. ويمكن تتبع تعليم الفتيان الأكبر سنًا والرجال في بيت المدراش إلى فترة الهيكل الثاني. وينص التلمود على أن الأطفال يجب أن يبدؤوا المدرسة في سن السادسة، وألا يُمنَعوا من التعليم بسبب مهام أخرى.
وبحسب يهوذا بن تيما: «في الخامسة لقراءة المِقْرَا، وفي العاشرة لدراسة المشنا، وفي الثالثة عشرة للالتزام بالوصايا، وفي الخامسة عشرة لدراسة التلمود» (آبوت 5:21). يشير "المِقْرَا" إلى التوراة المكتوبة، وتشير "المشنا" إلى التوراة الشفوية، بينما يشير "التلمود" إلى فهم وحدة القانونين المكتوب والشفوي وتأمل الأحكام. والمقصود هنا بـ"التلمود" هو منهجية الدراسة وليس المصنفات اللاحقة بالاسم نفسه. ووفقًا لهذا التقليد، أسس اليهود مدارسهم الخاصة أو استأجروا معلمين خصوصيين لأبنائهم حتى نهاية القرن الثامن عشر. وكانت المدارس ملحقة بالمعابد أو في مبانٍ منفصلة قريبة منها.

وقال رابان جملائيل بن الحاخام يهوذا هناسي إن دراسة التوراة ممتازة إذا اقترنت بـ"ديرخ إيرتس" (أي العمل الدنيوي)، لأن الجهد فيهما معًا يُبعِد الذنوب عن العقل؛ أما دراسة التوراة دون عمل دنيوي فإنها تُهمَل في النهاية وتصبح سببًا للخطايا.

## الرسمية

### الفصل بين الجنسين
كان الفصل بين الجنسين في التعليم هو المعيار تقليديًا، رغم أن العديد من المدارس اليهودية المعاصرة لا تفصل بين الطلاب إلا في المجتمعات اليهودية الأرثوذكسية أو اليهودية الحريدية. تاريخيًا، كان تعليم الفتيان في الـيشيفوت يتركز على دراسة النصوص المقدسة مثل التوراة والتلمود، بينما حصلت الفتيات على تعليم في الدراسات اليهودية إلى جانب الدراسات العامة الأوسع.

### التعليم الابتدائي
ينسب التلمود (رسالة "بابا باترا" 21أ) تأسيس التعليم اليهودي الرسمي إلى الحاخام من القرن الأول يشوع بن جملا. قبل ذلك، كان الآباء يعلّمون أبناءهم بشكل غير رسمي. وقد أنشأ بن جملا مدارس في كل مدينة وجعل التعليم إلزاميًا ابتداءً من سن السادسة أو السابعة. ويولي التلمود أهمية كبيرة لـ"تنوقت شل بيت ربان" (الأطفال الذين يدرسون في بيت الحاخام)، إذ يصرّح أن العالم قائم بفضل تعلمهم، وحتى من أجل إعادة بناء الهيكل في القدس لا ينبغي تعطيل الدروس (رسالة "شبات" 119ب).

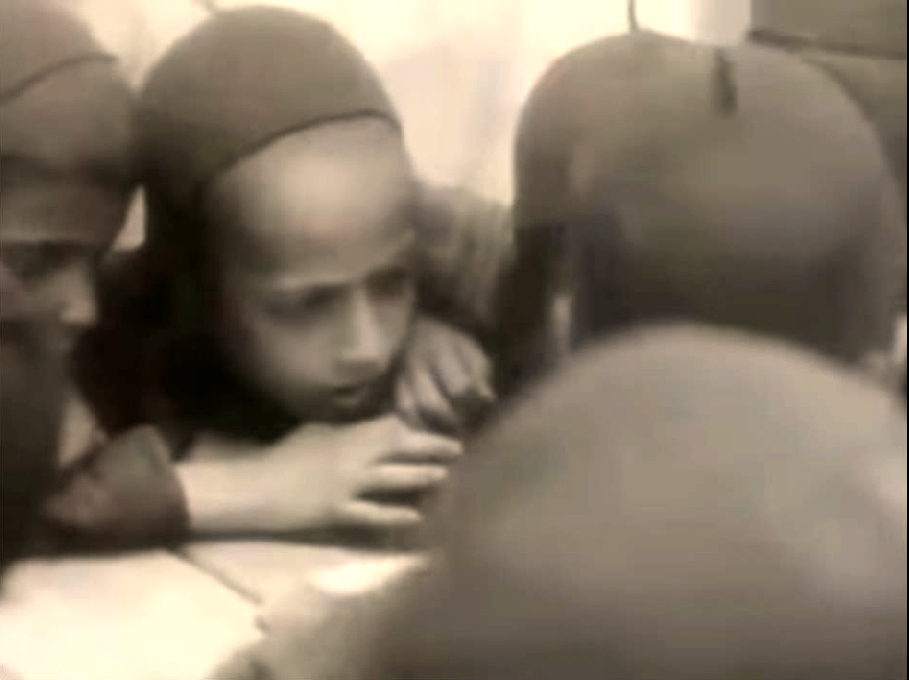
أطفال يهود في "حيدر" بـصنعاء، اليمن، 1929

### اليشيفوت

#### في العصور القديمة
في أزمنة المشنا والتلمود كان الشبان يلتحقون بـبيت دين (محكمة شرعية يهودية)، حيث كانوا يجلسون في ثلاثة صفوف ويتقدمون في الرتب مع ارتقاء زملائهم للجلوس في المحكمة.مارس 2021[بحاجة لمصدر]
بعد إلغاء نظام المحاكم الرسمي، أصبحت الـيشيفوت هي الأماكن الرئيسية لدراسة التوراة. وقد جُمِّع التلمود نفسه إلى حد كبير في يشيفوت سورا وبومبيديتا في بابل، وكان كبار حكماء العصر يدرّسون هناك. وحتى القرن التاسع عشر، كان الشبان يتعلمون غالبًا تحت إشراف الحاخام المحلي الذي خصصت له الجماعة اليهودية موارد مالية لإعالة عدد من الطلاب. كما أسس الحاخامات الحسيديون والحاخام حاييم من فولوغين من الليتوانيين يشيفوت مركزية.

#### في العصور الحديثة
لا تزال الـيشيفوت ذات أهمية مركزية في اليهودية الأرثوذكسية حتى يومنا هذا. حاليًا توجد العديد من اليشيفوت - خصوصًا في الولايات المتحدة وإسرائيل، ولكن بشكل عام في كل مكان توجد فيه جماعة أرثوذكسية مستقرة.
أكبر مؤسسة يشيفا في الولايات المتحدة هي جامعة يشيفا في مدينة نيويورك، وهي تقدم درجات دينية وعلمية، كما هو الحال في العديد من اليشيفوت الأخرى في إسرائيل والولايات المتحدة. في إسرائيل، تُعد يشيفات مير الأكبر. وفي القرن العشرين تأسست يشيفوت هسدر (الصهيونية الدينية الإسرائيلية) والأرثوذكسية الحديثة. في جميع هذه المجتمعات، تُعد دراسة التوراة في اليشيفا أمرًا شائعًا، حيث يقضي الشبان (والنساء في مدراشا) عدة سنوات بعد الثانوية في دراسة التوراة. أما في المجتمعات الحريدية والحسيدية فغالبًا ما تمتد الدراسة لعقود.
في أكتوبر 2022 تمكن معهد الديمقراطية الإسرائيلي من جمع ببليوغرافيا من 200 صفحة حول أبحاث اليهود الحريديم في إسرائيل. وقد اعتبر كثيرون في الأوساط الحريدية أن هذا هجوم مُوجَّه، خاصة بعد نشر مقال في نيويورك تايمز بعنوان "في الأحياء الحسيدية: مدارس خاصة فاشلة تمتلئ بالمال العام" للصحفيين إليزا شابيرو وبراين روزنتال. وقد انتقد المقال لكونه لو كان يتعلق بالولايات المتحدة لما تجاوز صفحة أو صفحتين.
ناقش باحثو التعليم كيف يتعامل التعليم اليهودي الأرثوذكسي المعاصر مع التحديات التي تفرضها التناقضات بين الأدب الرباني والمصادر التاريخية الخارجية. وحددوا خمس أدوات أساسية—الإقصاء، التفسير الرمزي، الدمج، التكييف، والرفض—يمكن للمعلمين استخدامها للتوفيق بين هذه التناقضات مع الحفاظ على احترام التقليد والنزاهة الفكرية. ويعتمد اختيار الطريقة على السياق التعليمي والجمهور وثقافة المدرسة، حيث تميل البيئات الأرثوذكسية المتشددة إلى الإقصاء أو التفسير الرمزي للحفاظ على سلطة الحاخامات، بينما تكون البيئات الأرثوذكسية الحديثة أو الأكاديمية أكثر انفتاحًا على الدمج أو التكييف أو حتى رفض بعض الادعاءات. وتشدد هذه الدراسات على أهمية الموازنة بين قيمة البحث عن الحقيقة اليهودية والمعايير المجتمعية، مما يمكّن المعلمين من معالجة الأسئلة التاريخية المعقدة بطريقة تعزز إيمان الطلاب وتفكيرهم النقدي.
حدثت تغييرات كبيرة في اليشيفوت نتيجة لتقدم التكنولوجيا، بما في ذلك استخدام المكتبات الرقمية لدراسة التوراة، والتي أصبحت شائعة خلال جائحة كوفيد-19 عام 2020 حيث اضطرت العديد من اليشيفوت إلى الانتقال للتعليم عبر الإنترنت. وقد خلق ذلك نموذجًا جديدًا يجمع بين الدراسة التقليدية والأساليب الحديثة. وتعتمد تمويلات هذه المدارس على التبرعات، مما يجعلها غير مستقرة ماليًا. كما توجد يشيفوت في التيارات غير الأرثوذكسية، لكنها مخصصة تقريبًا لإعداد الحاخامات فقط، وتختلف مناهجها عن الأهداف التقليدية.

#### التركيز على التعليم الدنيوي
في القرن الحادي والعشرين، انتقد البعض في الولايات المتحدة وإسرائيل أن بعض اليشيفوت الحريدية والحسيدية تُدرّس الدراسات الدينية مع إهمال المواد الدنيوية مثل الرياضيات والعلوم. ويظهر هذا الرفض الحريدي للدراسات الدنيوية بطرق مختلفة داخل إسرائيل وخارجها.
في أمريكا، تقدم بعض يشيفوت الحريدية (غير الحسيدية من الهوية الليتوانية) مناهج تعليم دنيوي متوافقة مع الدولة. فعلى سبيل المثال، تدير يشيفات توراه فوداعث "مدرسة ثانوية معتمدة من مجلس نيويورك التعليمي" بمنهج معاصر "متوافق مع أحدث معايير المعايير الأساسية المشتركة".

### المدارس
ظاهرة المدرسة اليهودية النهارية ذات أصل شائع نسبيًا. حتى القرنين التاسع عشر والعشرين، كان الفتيان يلتحقون بـالحيدر (وتعني حرفيًا "الغرفة" لأنه كان في الكنيس، الذي كان تاريخيًا مبنى يضم بيت مدراش هو الغرفة الوحيدة) أو بـالتلمود توراة، حيث يدرّسهم ملمّد تنوكوس (معلم الأطفال).
تطورت أول مدرسة يهودية نهارية في ألمانيا، إلى حد كبير استجابةً لتزايد التركيز العام على الدراسات الدنيوية. في الماضي، كان التدريب المهني كافيًا لتعلم مهنة، أو بدلاً من ذلك كانت بضع سنوات في الجيمنازيوم كافية لإعداد الطالب لـالجامعة. من بين الحاخامات الذين أسسوا المدارس النهارية اليهودية الحاخام شمعون رافائيل هيرش، الذي كانت الريالشوله التي أسسها في فرانكفورت نموذجًا للعديد من المؤسسات المشابهة. كما شارك اليهود بشكل غير متناسب في بناء المؤسسات الأكاديمية للتعليم وفي تعزيز التدريس كمهنة. ثلاثة من آخر أربعة رؤساء الاتحاد الأمريكي للمعلمين كانوا يهودًا: بدءًا من ألبرت شانكر، وخلفه ساندرا فيلدمان، وصولًا إلى الرئيسة الحالية للاتحاد، راندي وينغارتن.
في عام 2007، كان هناك أكثر من 750 مدرسة نهارية في الولايات المتحدة و205,000 طالب في تلك المدارس. إضافة إلى هؤلاء الطلاب، هناك مئات الآلاف (~250,000) من الأطفال اليهود الذين يلتحقون بالتعليم الديني التكميلي ومدارس اللغة العبرية والمدارس التابعة للكنس.

### الفتيات والنساء
التعليم الرسمي للفتيات اليهوديات ظاهرة تعود إلى القرن العشرين. قبل ذلك، كانت النساء يتعلمن المفاهيم اليهودية الأساسية والهلاخاه في بيئة غير رسمية مع الوالدين أو أفراد الأسرة الآخرين، باستثناء حالات قليلة حيث درست النساء التوراة بشكل مكثف.
إحدى الحجج الرئيسية لهذا التمييز التعليمي في تثبيط تعليم النساء موضوعات التوراة نجدها في التلمود. وفقًا للحاخام إليعازر في رسالة "سوطاه": "من يعلّم ابنته التوراة كأنه يعلّمها الحماقة." كانت الرؤى الدينية التقليدية ترى أن النساء لسن في المستوى العقلي نفسه كالرجال، وبالتالي غير قادرات على فهم تعقيدات التوراة والتلمود.
تغير هذا الوضع إلى حد كبير بفضل جهود سارة شنير، التي أسست أول مدرسة للفتيات اليهوديات بيت يعقوب في كراكوف في بولندا عام 1918. مما أدى إلى تشكيل حركة بيت يعقوب. ومنذ القرن التاسع عشر، أصبح التعليم العام إلزاميًا في معظم أوروبا، وأُنشئت المدارس اليهودية للحفاظ على السيطرة التعليمية على الأطفال اليهود.
في نظام بيت يعقوب، تتعلم النساء أساسًا التوراة وبعض الهلاخاه (القانون الديني اليهودي)، لكن ليس التلمود. وهذا يعني أنهن لا يتعلمن التوراة فحسب، بل أيضًا "أسلوب حياة ربة المنزل، ودعم أزواجهن الراغبين في الدراسة في اليشيفا طوال اليوم". 
أما الفتيات في الولايات المتحدة في ذلك الوقت فكن غالبًا يتعلمن في المدارس العامة مع الفتيان، ويتلقين تعليمهن اليهودي عبر برامج في الكنس ومدارس الأحد، حيث كانت المدارس النهارية اليهودية أقل شيوعًا.
بعد نهاية الحرب العالمية الثانية، انخرطت النساء في البحث والتدريس في الدراسات اليهودية. وقد حقق التوازن التعليمي بين النساء والرجال تقدمًا كبيرًا نحو المساواة في المدارس اليهودية.

## الغير رسمية

### مجموعات الشباب
تشير دراسات أُجريت عام ٢٠٢٤ إلى أن عدد الطلاب اليهود في المرحلتين الإعدادية والثانوية يبلغ ٦٥٠ ألف طالب. معظمهم ينتسب إلى مجموعات شبابية يهودية أو يشارك في أنشطة تمولها منظمات شبابية يهودية. العديد من هذه المنظمات حركات شبابية صهيونية . تختلف هذه المنظمات في أيديولوجيتها السياسية وانتماءاتها الدينية وهيكلها القيادي، مع أنها جميعًا تتميز بتركيزها على القيادة الشبابية.
لدى الحركة المحافظة منظمة شباب الكنيس المتحد (USY). أما الحركة الأرثوذكسية الحديثة، فتضم منظمة شباب الكنيس المتحد (NCSY) . وتُعتبر منظمة شباب الكنيس جماعة غير طائفية، على الرغم من أن معظم اليهود يربطونها بالحركة الإصلاحية. أما اتحاد شباب المعبد في أمريكا الشمالية (NFTY)، فهو الحركة الشبابية المنظمة لليهودية الإصلاحية في أمريكا الشمالية. وبتمويل ودعم من اتحاد اليهودية الإصلاحية ، يوجد NFTY لدعم ومساندة مجموعات الشباب الإصلاحية على مستوى الكنيس. وينتمي إلى المنظمة حوالي 750 مجموعة شبابية محلية، تضم أكثر من 8500 عضو شاب.

### المنظمات الطلابية
يُنظَّم جزء كبير من التعليم اليهودي غير الرسمي في حرم الجامعات. وغالبًا ما تدعمه منظمات صهيونية، مثل هيليل (الولايات المتحدة) أو اتحاد الطلاب اليهود (المملكة المتحدة)، أو منظمات دولية مثل الاتحاد العالمي للطلاب اليهود والاتحاد الأوروبي للطلاب اليهود .
يدير معهد روهر للتعلم اليهودي بالشراكة مع مؤسسة حباد في الحرم الجامعي الدولية جمعية علماء سيناء، وهو برنامج زمالة متكامل لطلاب الحرم الجامعي يتألف من دراسة التوراة والأنشطة الاجتماعية وفرص التواصل الوطني.

### دراما
من أقدم الأمثلة على التعليم اليهودي القائم على الدراما الأعمال المسرحية للحاخام موشيه حاييم لوزاتو ( رامخال 1707-1746، وُلد في إيطاليا)، الذي كتب مسرحياتٍ بشخصيات متعددة تتناول مواضيع يهودية. وبينما كان استخدام مثل هذه المسرحيات نادرًا في التعليم اليهودي التقليدي، يُقال إن مدرسة إيتز حاييم في القدس عرضت مسرحيات في ثلاثينيات القرن العشرين.
منذ القرن العشرين فصاعدًا، تم استخدام الدراما كأداة تعليمية.  توفر برامج مثل Jewish Crossroads لشلومو هورويتز مسرحًا تعليميًا في المدارس والمعابد اليهودية في مختلف البلدان الناطقة باللغة الإنجليزية.  يسرد مركز لوكشتاين في جامعة بار إيلان ، وهو مركز أبحاث موجه للمعلمين اليهود في الشتات، العديد من البرامج المتعلقة بالدراما على موقعه على الإنترنت لاستخدام المعلمين في الفصل الدراسي.

### الرياضة
تُعدّ الرياضة وسيلةً أخرى لربط الشباب اليهودي باليهودية وإسرائيل. تُقدّم برنامجًا تطوعيًا رياضيًا في إسرائيل يُنشئ جيلًا من القادة الشباب الذين يعودون إلى مجتمعاتهم لتعزيز الاهتمام بإسرائيل واليهودية. كان الدور المُتصوّر للرياضة، كمنصة تاريخية، حاسمًا لليهود في تخطّي العقبات الاجتماعية والدينية والثقافية التي تحول دون مشاركتهم في المجتمع العلماني (خاصةً في أوروبا والولايات المتحدة).